# Avenue De Lorimier
Pour les articles homonymes, voir De Lorimier.
L'avenue De Lorimier est une avenue de Montréal. 

## Situation et accès
D'orientation  nord-sud, elle relie la rue Notre-Dame au boulevard Crémazie (autoroute Métropolitaine) traverse ainsi plusieurs arrondissements de Montréal dans son premier tronçon. Un second tronçon reprend dans l'arrondissement Villeray/Saint-Michel/Parc-Extension à partir de la rue Champdoré jusqu'à l'avenue Étienne-Brûlé au nord du boulevard Gouin dans l'arrondissement Ahuntsic-Cartierville.

## Origine du nom
Elle rend honneur à François-Marie-Thomas Chevalier de Lorimier, notaire de Montréal, impliqué dans la rébellion des Patriotes de 1837-39 et qui fut condamné à mort et pendu à la Prison du Pied-du-Courant le 15 février 1839. 

## Historique

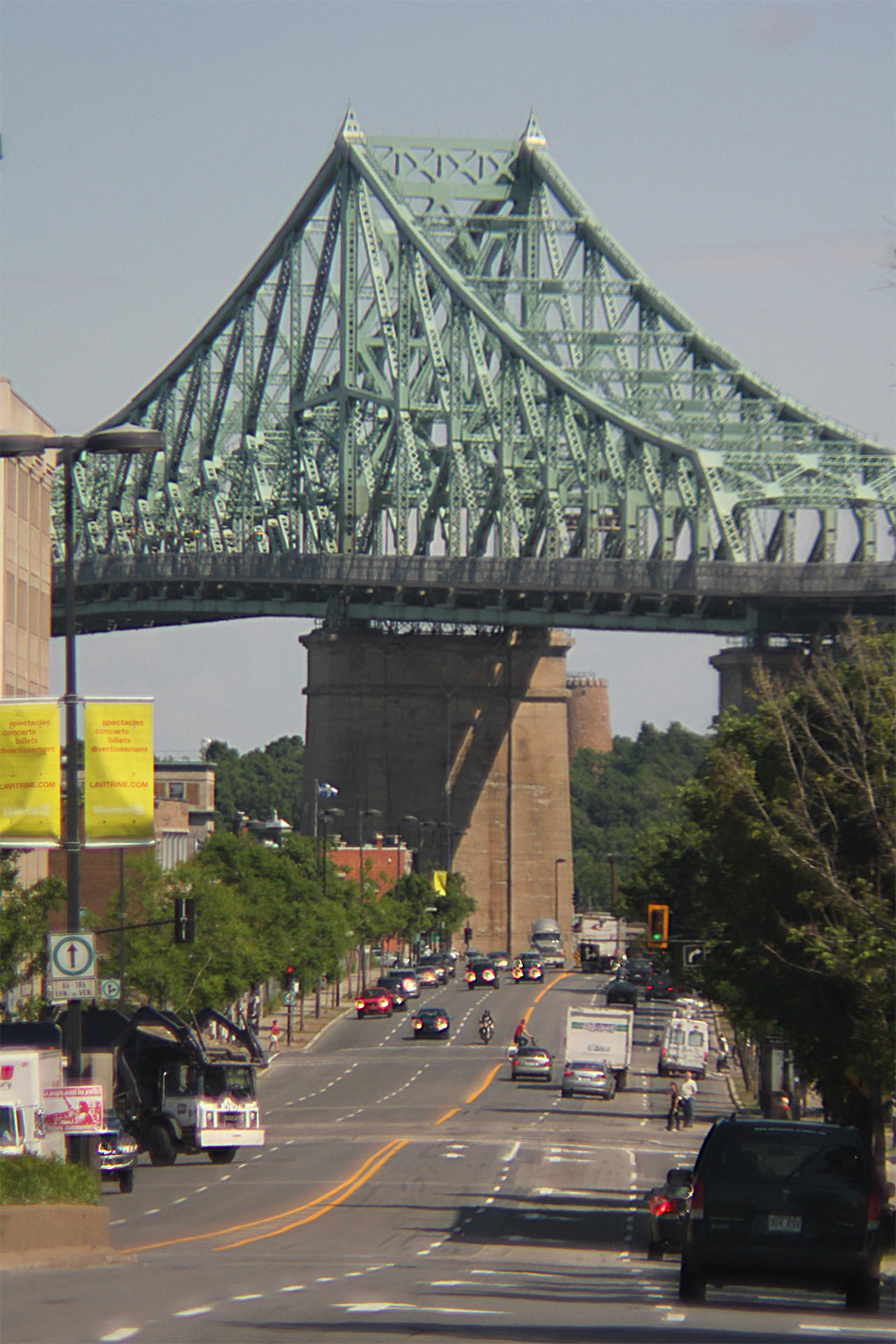
Pont Jacques-Cartier vue de l'avenue De Lorimier

Avant de se nommer « avenue de Lorimier », cette voie portait le nom d'« avenue Colborne », en l'honneur du général John Colborne, chef suprême de l'armée britannique qui avait écrasé les patriotes et appuyé la condamnation à mort de 12 de ceux-ci en cour martiale.

L'avenue De Lorimier a été renommée le 27 juin 1883

## Bâtiments remarquables et lieux de mémoire
- École nationale du meuble et de l’ébénisterie